# Гукасаван
Гукасаван (вірм. Ղուկասավան) — село в марзі Арарат, у центрі Вірменії. Село розташоване біля південно-західної околиці Єревана та за 3 км на північ від села Даракерт. Назва села походить від Гукаса Гукасяна, засновника Вірменського комуністичного молодіжного руху.